# Dollar Law
Dollar Law är ett berg i Storbritannien.   Det ligger i kommunen Scottish Borders och riksdelen Skottland, i den centrala delen av landet, 500 km norr om huvudstaden London. Toppen på Dollar Law är 815 meter över havet, eller 63 meter över den omgivande terrängen. Bredden vid basen är 2,7 km.
Terrängen runt Dollar Law är huvudsakligen lite kuperad.Runt Dollar Law är det mycket glesbefolkat, med 7 invånare per kvadratkilometer. Närmaste större samhälle är Peebles, 14,6 km nordost om Dollar Law. Trakten runt Dollar Law består i huvudsak av gräsmarker.